# Viktor Zubkov

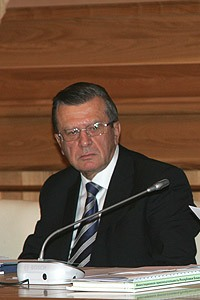
Viktor Zubkov.

Viktor Zubkov (n. 15 septembrie 1941) este un economist și om politic rus, prim-ministru al Federației Ruse între 14 septembrie 2007 - 7 mai 2008.
1. ↑  Wiktor Subkow, Munzinger Personen, accesat în 9 octombrie 2017